# Sellanucheza grandis
Sellanucheza grandis är en mångfotingart som först beskrevs av Sergei I. Golovatch 1984.  Sellanucheza grandis ingår i släktet Sellanucheza och familjen orangeridubbelfotingar. Inga underarter finns listade i Catalogue of Life.